# Igreja e Convento de São Raimundo
A  Igreja e Convento de São Raimundo é uma construção do século XVIII que teve sua pedra fundamental lançada pelo Conde dos Arcos D. Marcos de Noronha em 1755.
O altar mor da igreja é em estilo barroco, de grande mérito artístico sacro. Existem dois altares laterais, um deles dedicado a São Raimundo Nonato. Esse padroeiro da Igreja viveu na Espanha, no século XIII, e é o protetor das parturientes e parteiras.
No alto do altar-mor encontra-se um grande ostensório onde fica exposto permanentemente o Santíssimo Sacramento. Possui dois altares laterais em estilo barroco, um deles dedicado à São Raimundo Nonato, padroeiro da igreja. Localiza-se na rua São Raimundo, região central da capital baiana, entre a Igreja de Nossa Senhora do Rosário, na Avenida Sete de Setembro, e a Capela das Relíquias da Beata Lindalva, na rua do Salette.
Em 1968 parte da igreja fui demolida para a construção do viaduto da Politeama.